# Square Charles-Péguy
Pour les articles homonymes, voir Péguy (homonymie).
Le square Charles-Péguy est le plus grand square municipal du 12e arrondissement de Paris.

## Situation et accès
Le square est accessible par la rue de Montempoivre, la rue Marie-Laurencin et la rue Rottembourg.
Il est desservi à proximité par la ligne de métro 6 à la station Bel-Air et par la ligne 3a du tramway d'Île-de-France à l'arrêt Montempoivre.

## Origine du nom
Son nom honore l’écrivain français Charles Péguy (1873-1914).
Il existe aussi, et depuis 1926, une rue Péguy dans le 6e arrondissement de Paris, portant elle aussi le nom du même écrivain, bien que le prénom ne soit pas spécifié.

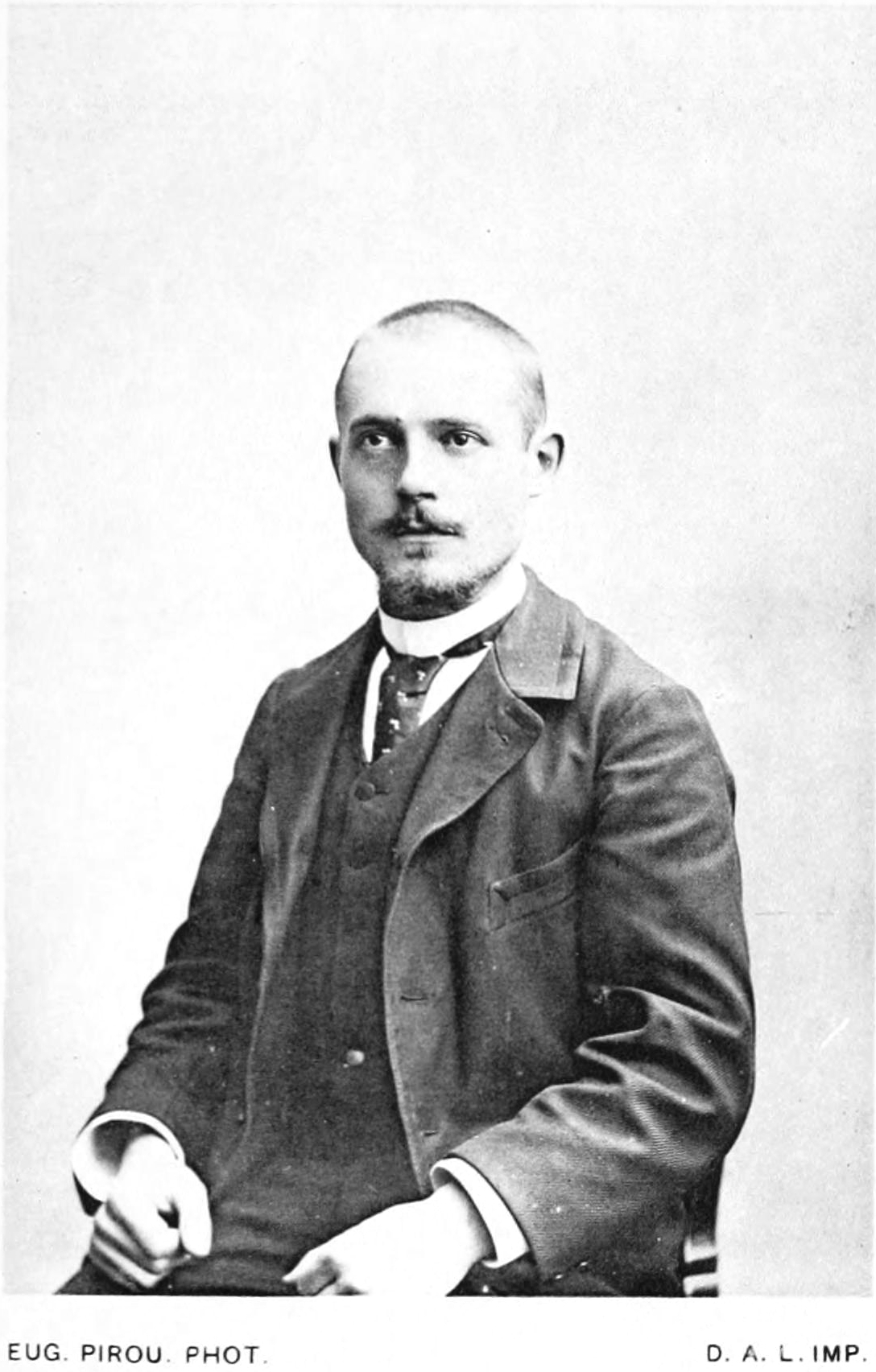
Charles Péguy (photo d’Eugène Pirou).

## Historique
Ce square, d'une superficie de 13 045 m2, créé en 1989, est situé sur une partie de l’embranchement ferroviaire qui reliait la ligne de Petite Ceinture et la ligne de la Bastille.
En 2007, il a obtenu le label espaces verts écologiques décerné par ÉCOCERT. En janvier 2008, une extension du square de 2 860 m2 a été inaugurée.

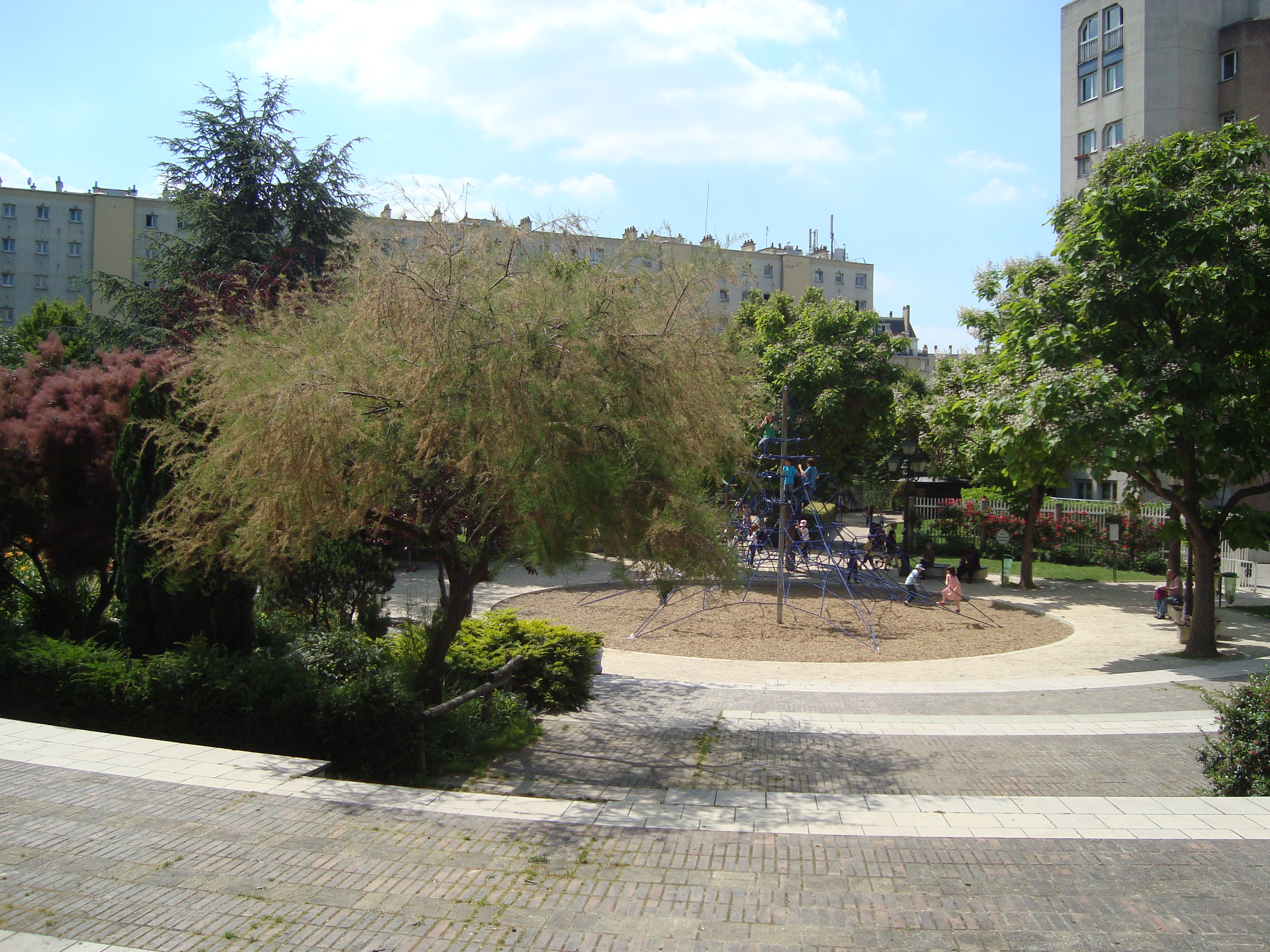
L'aire de jeux.